# William Robson
William Snowdon Robson, baron Robson, (10 septembre 1852 - 11 septembre 1918) est un avocat, juge et homme politique libéral anglais qui siège à la Chambre des communes à deux reprises entre 1885 et 1910.

## Jeunesse
Robson est né à Newcastle upon Tyne, le fils du marchand Robert Robson de Newcastle-on-Tyne et de son épouse Emily Jane Snowden, fille de William Snowden de Newcastle-on-Tyne. Il fait ses études à Newcastle et à Gonville and Caius College, Cambridge . Il est appelé à la barre par l'Inner Temple en 1880 et devient un Conseiller de la reine en 1892.

## Carrière politique
Aux élections générales de 1885, Robson est élu député pour Bow et Bromley et occupe le siège jusqu'en 1886. Aux élections générales de 1895, il est élu député de South Shields et occupe le siège jusqu'en 1910.
Il est solliciteur général de 1905 à 1908. Lors de sa nomination, il est fait chevalier. Il est procureur général de 1908 à 1910. Le 19 juillet 1910, il est admis au Conseil privé.
Le 12 octobre 1910, Robson est nommé Lord of Appeal in Ordinary et pair à vie avec le titre de baron Robson, de Jesmond dans le comté de Northumberland. Il est nommé à l'Ordre de Saint-Michel et Saint-George en tant que Chevalier Grand-Croix (GCMG) dans les honneurs du Nouvel An 1911 pour «services en rapport avec l'arbitrage des pêches de la côte de l'Atlantique Nord». Il quitte son poste de Lord of Appeal deux ans plus tard.

## Famille
Robson épouse Catharine Burge, fille de Charles Burge, de Portland Place, Londres, le 26 mai 1887.
Robson est décédé, âgé de 66 ans, à Telham Court, Battle, Sussex.